# 魯薩瓦
48°16′44″N 28°18′38″E / 48.27889°N 28.31056°E
魯薩瓦（烏克蘭語：Русава），是烏克蘭的村落，位於該國西南部文尼察州，由莫希利夫-波季利斯基區負責管轄，始建於1800年，面積3.49平方公里，海拔高度108米，2001年人口1,212，人口密度每平方公里347.28人。